# Oncidium gilvum
Oncidium gilvum là một loài thực vật có hoa trong họ Lan. Loài này được (Vell.) Pabst mô tả khoa học đầu tiên năm 1957.